# 70-я стрелковая дивизия (2-го формирования)
70-я стрелковая дивизия — воинское соединение Вооружённых сил СССР, принимавшее участие в Великой Отечественной войне.

## История
Сформирована в марте 1943 года по приказу Ставки ВГК № 46081 от 20.03.1943 на базе 47-й стрелковой бригады и 146-й стрелковой бригады
В действующей армии во время ВОВ с 12.07.1943 по 23.07.1943 и с 01.08.1943 по 09.05.1945.
Принимая участие в Смоленской наступательной операции, ведёт наступление из района восточнее Спас-Деменска, с 07.08.1943 наступает южнее города, затем через Стодолище, Хиславичи вышла к реке Проня южнее Дрибина, где была остановлена.
В конце 1943 — по весну 1944 года ведёт тяжёлые и почти безуспешные наступательные бои на витебском направлении. Так, 21.03.1944 ведёт бои в районе населённых пунктов Языково, Косачи (Белоруссия).
В апреле 1944 года дислоцировалась в 60 километрах от Орши в деревне Морозовке. 01—02.05.1944 ведёт оборонительные бои совместно с 1-й гвардейской танковой бригадой в районе населённого пункта Малый Обертын.
С июня 1944 принимает участие в Белорусской операции, наступает, имея соседом справа 290-ю стрелковую дивизию, с тяжёлыми боями прорывает оборону противника. 26.06.1944 года участвовала в освобождении города Горки, в этот же день подошла к Днепру напротив Шклова, 27.06.1944 частью сил участвовала в освобождении Шклова. Продолжив наступление во втором эшелоне фронта, вышла к Пренай, откуда начала наступление в ходе Каунасской операции, в общем направлении на Мариямполе, вышла к границам Восточной Пруссии. Так, 05.08.1944 ведёт бой за населённый пункт Зеленки (Литва). В течение конца августа — начала сентября 1944 года отражает контрудары врага из района Кибаратай.
В ходе Рижской операции в конце сентября 1944 наступает из района Бауска. 22 сентября 1944 года Указом Президиума Верховного Совета СССР  за образцовое выполнение заданий командования в боях с немецкими захватчиками при прорыве обороны противника юго-восточнее города Рига и проявленные при этом доблесть и мужество дивизия награждена Орденом Суворова II степени.
Была остановлена у Иегавы, после чего в составе армии переброшена на мемельское направление в район южнее Шяуляя и с октября 1944 наступает в направлении Балтийского моря южнее Мемеля, ведёт там бои до января 1945 года. Приняла участие в освобождении Мемеля (28.01.1945). Совершила марш южнее, и с февраля 1945 года наступает на Кёнигсберг с северо-востока. Так, 03—04.03.1945 года ведёт бой у населённого пункта Побетен (ныне посёлок Романово Калининградской области). Вышла на подступы к Кёнигсбергу, 07.04.1945 ведёт бой за населённый пункт Фридрихсберг (ныне посёлок Зелёное города Калининграда), штурмует Кёнигсберг, принимает участие в его взятии 09.04.1945.
Закончила войну участием в Земландской наступательной операции, в течение конца апреля 1945 ведёт тяжёлые бои, штурмует Фишхаузен. 24.04.1945 выведена в резерв, и вместе с армией перегруппирована в район Данциг, Гдыня, Нойштадт.

## Полное наименование
- 70-я стрелковая Верхнеднепровская ордена Суворова дивизия

## Состав
- 68-й стрелковый полк
- 252-й стрелковый полк
- 329-й стрелковый полк
- 227-й артиллерийский полк
- 94-й отдельный истребительно-противотанковый дивизион
- 65-я отдельная разведывательная рота
- 64-й отдельный сапёрный батальон
- 553-й отдельный батальон связи (650-я отдельная рота связи)
- 21-й отдельный медико-санитарный батальон
- 36-я отдельная рота химической защиты
- 176-я автотранспортная рота
- 165-я полевая хлебопекарня
- 286-й дивизионный ветеринарный лазарет
- 1605-я полевая почтовая станция
- 1663-я полевая касса Государственного банка

## Подчинение
| Дата            | Фронт (округ)            | Армия                    | Корпус                  | Примечания |
| --------------- | ------------------------ | ------------------------ | ----------------------- | ---------- |
| 01.04.1943 года | Московский военный округ | -                        | -                       | -          |
| 01.05.1943 года | Резерв Ставки ВГК        | 3-я резервная армия      | -                       | -          |
| 01.06.1943 года | Резерв Ставки ВГК        | 3-я резервная армия      | -                       | -          |
| 01.07.1943 года | Резерв Ставки ВГК        | 3-я резервная армия      | -                       | -          |
| 01.08.1943 года | Западный фронт           | 21-я армия               | -                       | -          |
| 01.09.1943 года | Западный фронт           | 33-я армия               | 70-й стрелковый корпус  | -          |
| 01.10.1943 года | Западный фронт           | 49-я армия               | 62-й стрелковый корпус  | -          |
| 01.11.1943 года | Западный фронт           | 49-я армия               | 62-й стрелковый корпус  | -          |
| 01.12.1943 года | Западный фронт           | 49-я армия               | 113-й стрелковый корпус | -          |
| 01.01.1944 года | Западный фронт           | 49-я армия               | 113-й стрелковый корпус | -          |
| 01.02.1944 года | Западный фронт           | 49-я армия               | 113-й стрелковый корпус | -          |
| 01.03.1944 года | Западный фронт           | 49-я армия               | 113-й стрелковый корпус | -          |
| 01.04.1944 года | Западный фронт           | 49-я армия               | 113-й стрелковый корпус | -          |
| 01.05.1944 года | 2-й Белорусский фронт    | 33-я армия               | 62-й стрелковый корпус  | -          |
| 01.06.1944 года | 2-й Белорусский фронт    | 33-я армия               | 62-й стрелковый корпус  | -          |
| 01.07.1944 года | 2-й Белорусский фронт    | 33-я армия               | 62-й стрелковый корпус  | -          |
| 01.08.1944 года | 3-й Белорусский фронт    | 33-я армия               | 62-й стрелковый корпус  | -          |
| 01.09.1944 года | 1-й Прибалтийский фронт  |                          | 19-й стрелковый корпус  | -          |
| 01.10.1944 года | 1-й Прибалтийский фронт  | 43-я армия               | 19-й стрелковый корпус  | -          |
| 01.11.1944 года | 1-й Прибалтийский фронт  | 43-я армия               | 19-й стрелковый корпус  | -          |
| 01.12.1944 года | 1-й Прибалтийский фронт  | 43-я армия               | 19-й стрелковый корпус  | -          |
| 01.01.1945 года | 1-й Прибалтийский фронт  | 43-я армия               | 19-й стрелковый корпус  | -          |
| 01.02.1945 года | 1-й Прибалтийский фронт  | 4-я ударная армия        | 19-й стрелковый корпус  | -          |
| 01.03.1945 года | 3-й Белорусский фронт    | Земландская группа войск | -                       | -          |
| 01.04.1945 года | 3-й Белорусский фронт    | 43-я армия               | 90-й стрелковый корпус  | -          |
| 01.05.1945 года | 2-й Белорусский фронт    | 43-я армия               | 90-й стрелковый корпус  | -          |

## Награды и наименования
| Награда (наименование)                    | Дата       | За что награждена |
| ----------------------------------------- | ---------- | --- |
| Почетное наименование «Верхнеднепровская» | 10.07.1944 | присвоено приказом Верховного Главнокомандующего № 0189 от 10 июля 1944 года за отличие в боях при форсировании Днепра. |
| Орден Суворова II степени                 | 22.10.1944 | награждена указом Президиума Верховного Совета СССР от 22 октября 1944 года за образцовое выполнение заданий командования в боях с немецкими захватчиками при прорыве обороны противника юго-восточнее города Рига и проявленные при этом доблесть и мужество. |

Награды частей дивизии:
- 68-й стрелковый Кёнигсбергский полк
- 252-й стрелковый Ковенский ордена Суворова[3] полк
- 329-й стрелковый Клайпедский Краснознаменный[4] полк

## Командование

### Командиры
- Абилов Махмуд Абдул-Рза (14.04.1943 — 09.02.1944), полковник;
- Рахманов, Корнилий Фёдорович (10.02.1944 — 12.03.1944), полковник
- Абилов, Махмуд Абдул-Рзаевич (15.03.1944 — 27.05.1944), полковник.
- Колесников, Михаил Мефодьевич (28.05.1944 — 17.07.1944), полковник;
- Красновский, Серафим Андрианович (22.07.1944 — 12.07.1945), полковник;
- Кропотин, Николай Алексеевич (12.07.1945 —  до расформирования), генерал-майор.

### Заместители командира
- Полятков, Николай Дмитриевич (??.07.1945 — ??.08.1945), полковник

## Отличившиеся воины дивизии
| Награда | Ф. И. О.                        | Должность                                                   | Звание            | Дата награждения                 | Примечания                                                                                |
| ------- | ------------------------------- | ----------------------------------------------------------- | ----------------- | -------------------------------- | ----------------------------------------------------------------------------------------- |
|         | Алейников, Александр Георгиевич | командир взвода 252-го стрелкового полка                    | старшина          | 29.06.1945                       | -                                                                                         |
|         | Бажанов, Александр Васильевич   | командир орудия батареи 76-мм пушек 68-го стрелкового полка | старший сержант   | 22.08.1944                       | посмертно, бросился под танк с гранатой                                                   |
|         | Барамзина, Татьяна Николаевна   | телефонистка батальона 252-го стрелкового полка             | ефрейтор          | 24.03.1945                       | посмертно                                                                                 |
|         | Васильев, Семён Ефимович        | телефонист 538-го армейского миномётного полка              | рядовой           | 27.05.1944 31.08.1944 31.05.1945 |                                                                                           |
|         | Григорьев, Илья Леонович        | командир взвода снайперов 252-го стрелкового полка          | гвардии старшина  | 15.06.1944                       | 15-й в списке самых результативных советских снайперов (328 солдат и офицеров противника) |
|         | Ефремов, Дмитрий Иванович       | командир пулемётного расчёта 68-го стрелкового полка        | сержант           | 19.04.1945                       | -                                                                                         |
|         | Зернин, Сергей Матвеевич        | командир орудия 227-го артиллерийского полка                | сержант           | 19.04.1945                       | -                                                                                         |
|         | Иванов, Сергей Иванович         | командир батальона 152-го стрелкового полка                 | майор             | 29.06.1945                       | -                                                                                         |
|         | Катин, Николай Андреевич        | командир пулемётной роты 68-го стрелкового полка            | старший лейтенант | 19.04.1945                       | посмертно, подорвал себя гранатой вместе со врагом                                        |
|         | Обухов, Александр Васильевич    | командир орудия 227-го артиллерийского полка                | старшина          | 19.04.1945                       | -                                                                                         |
|         | Пилипас, Валентин Викторович    | заместитель командира батальона 329-го стрелкового полка    | капитан           | 24.03.1945                       | -                                                                                         |
|         | Роденко, Константин Герасимович | командир орудия 224-го артиллерийского полка                | сержант           | 19.04.1945                       | -                                                                                         |